# Battaglia di White Plains
La battaglia di White Plains avvenne durante la campagna di New York e del New Jersey, parte della guerra d'indipendenza americana; fu combattuta il 28 ottobre 1776, presso White Plains, New York.
In seguito alla ritirata da New York verso nord dell'Esercito continentale del generale George Washington, il comandante in capo britannico William Howe sbarcò con le sue truppe nella Contea di Westchester, con l'obiettivo di tagliare la via di fuga a Washington. Avvertito di questa manovra, il generale americano si ritirò ulteriormente a nord, stabilendo le sue truppe a White Plains ma non riuscendo a mantenere saldamente il controllo dell'area circostante. Le truppe di Howe obbligarono quindi gli uomini di Washington ad evacuare la regione e a spostarsi ancora più a nord, in Pennsylvania, passando per il New Jersey.

## Gli antefatti
Il generale britannico William Howe, dopo aver evacuato Boston nel marzo 1776, riorganizzò le sue truppe ad Halifax, in Nuova Scozia e quindi salpò in giugno con il corpo di spedizione verso New York. La campagna newyorkese iniziò con uno sbarco senza opposizioni a Staten Island, ad inizio luglio. Il 22 agosto, i britannici sbarcarono, sempre senza ostacoli, a Long Island, a sud di Brooklyn Heights dove l'Esercito continentale di George Washington aveva preparato le difese.
Dopo aver perso la battaglia di Long Island il 27 agosto, Washington e il suo esercito di 9 000 uomini ripiegarono nella notte tra il 29 e il 30 agosto verso Manhattan. Howe li inseguì, sbarcando a Kip's Bay il 15 settembre; la successiva avanzata venne arrestata nella battaglia di Harlem Heights. Dopo un fallito sbarco a Throg's Neck, i britannici sbarcarono con successo a Pell's Point il 18 ottobre e tentarono una manovra di accerchiamento delle truppe di Washington schierate a Manhattan, con l'aiuto della Royal Navy che controllava il fiume Hudson. Howe stabilì il suo quartier generale temporaneo a New Rochelle, con l'avanguardia del suo esercito vicino Mamaroneck, a pochi chilometri da White Plains dove vi era un deposito di rifornimenti scarsamente protetto dall'Esercito continentale.

## Il preludio
Il 20 ottobre, il generale Washington inviò il colonnello Rufus Putnam in ricognizione attorno alle alture di Harlem. Il colonnello identificò ben presto la posizione delle truppe britanniche e il pericolo che correva l'Esercito continentale e le sue linee di rifornimento. Quando fece rapporto a Washington, questi inviò immediatamente un dispaccio al generale Israel Putnam con l'ordine per il generale William Alexander, Lord Stirling, le cui truppe erano schierate a nord, di trasferire i suoi uomini a White Plains. Le truppe di Alexander arrivarono alle ore 09:00 del 21 ottobre, seguite da altre unità dell'esercito in giornata. Washington decise di far ritirare l'esercito da White Plains, lasciando 1 200 soldati e il generale Nathanael Greene a difendere Fort Washington.
L'esercito del generale Howe avanzò lentamente da New Rochelle a White Plains mentre un gruppo di lealisti occupava Mamaroneck. Questi ultimi, la notte seguente, furono attaccati da un distaccamento di Lord Stirling che fece più di trenta prigionieri e si impossessò dei loro rifornimenti, al costo di diversi morti e quindici feriti. Come conseguenza, il generale Howe inviò le sue truppe a Mamaroneck. Il 22 ottobre, Howe venne raggiunto dai rinforzi sbarcati a New Rochelle, 8 000 mercenari assiani agli ordini del generale tedesco Wilhelm von Knyphausen.

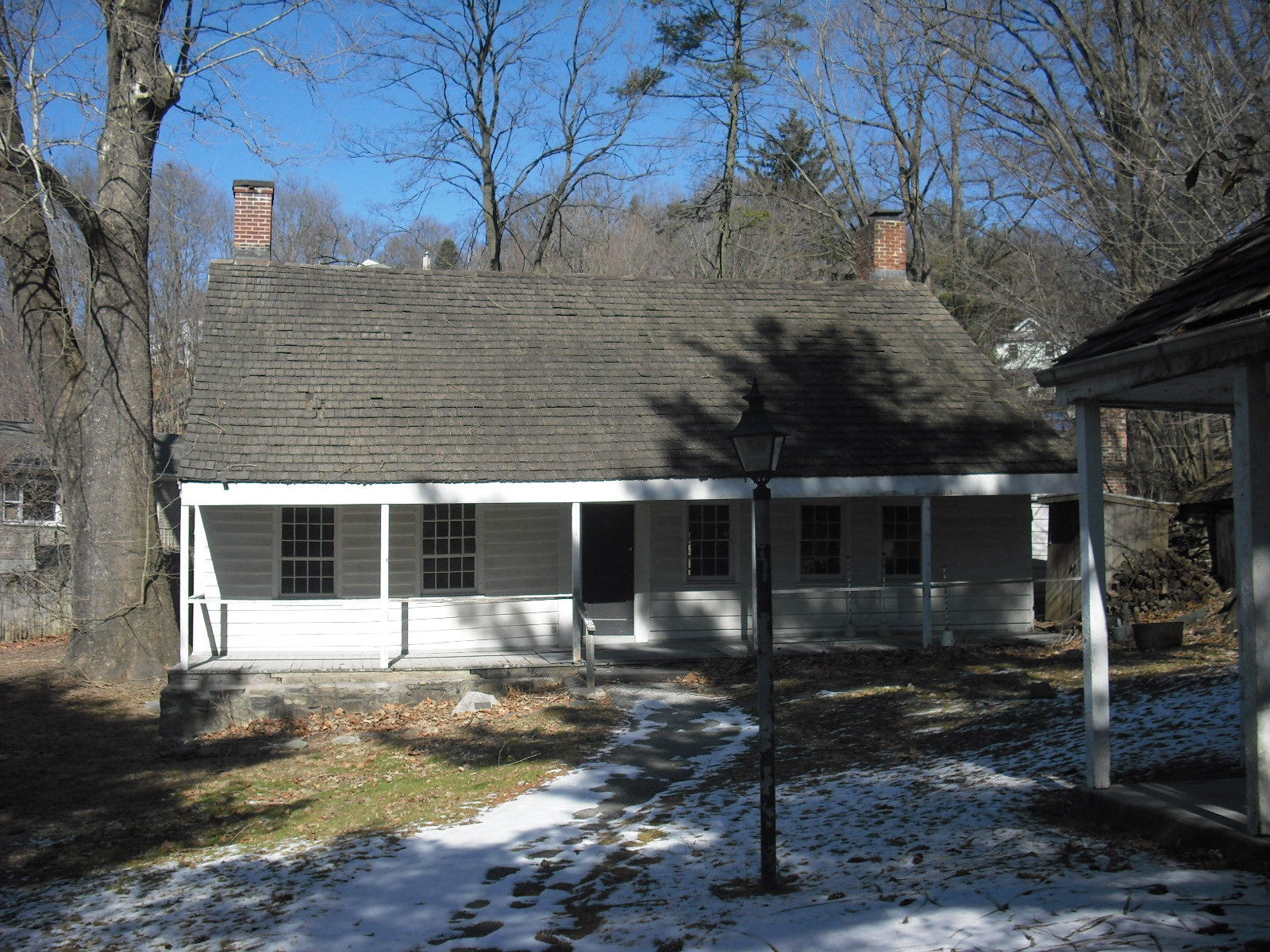
La casa di Elijah Miller, dove Washington stabilì il suo quartier generale a White Plains

Il 23 ottobre, Washington stabilì il suo quartier generale nell'abitazione di Elijah Miller, a nord di White Plains, e scelse una posizione difensiva che fortificò con due linee di trincee. Le trincee erano situate su terreni rialzati, protette sulla destra da un terreno paludoso vicino al fiume Bronx; nella retrovia si trovava una ripida collina dove l'esercito avrebbe potuto ripiegare. Le difese americane si estendevano per cinque chilometri, oltre le quali, sulla destra, vi era la Chatterton's Hill, un colle da cui si poteva osservare bene il terreno su cui i britannici sarebbero avanzati. La collina venne occupata subito da diverse centinaia di miliziani americani.
Il 24 e 25 ottobre, l'esercito di Howe si spostò da New Rochelle a Scarsdale, dove si accampò sulla riva orientale del fiume Bronx. Apparentemente, questa manovra venne eseguita con l'obiettivo di intercettare la colonna del generale Charles Lee, il quale dovette modificare il suo tragitto e ordinare una marcia forzata notturna per evitare i britannici. Howe rimase a Scarsdale fino al mattino del 28 ottobre, quando riprese la marcia stavolta verso White Plains, con gli uomini del generale Henry Clinton sul fianco destro e i soldati assiani del generale tedesco Leopold von Heister su quello sinistro.

## La battaglia

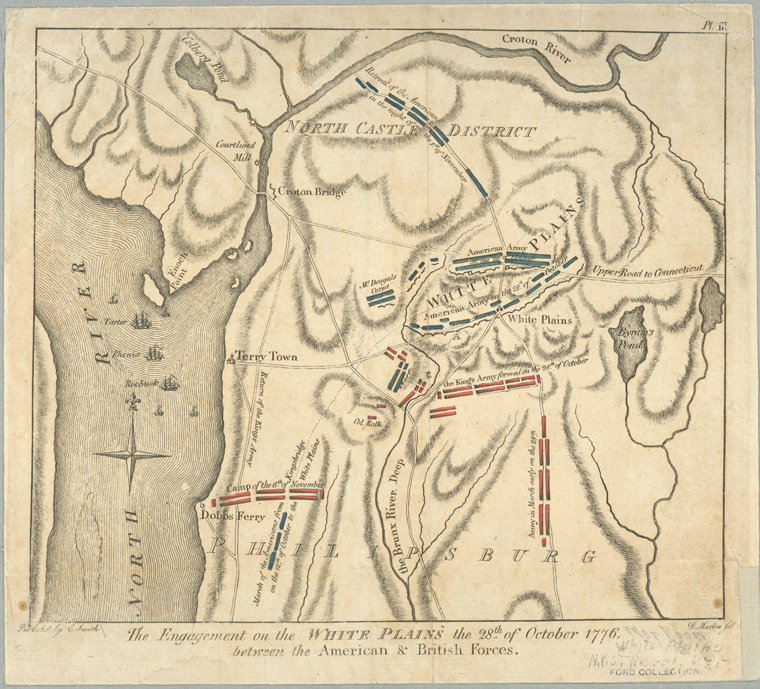
Una mappa del 1796 con rappresentati i due schieramenti

Mentre Washington studiava il campo di battaglia per decidere dove fosse meglio schierare le sue truppe, i messaggeri lo avvertirono che i britannici stavano avanzando. Tornato al suo quartier generale, ordinò al 2º Reggimento Connecticut di Joseph Spencer di rallentare l'avanzata britannica e inviò Haslet e il 1º Reggimento Delaware e la brigata di Alexander McDougall a rinforzare Chatterton's Hill. La brigata di McDougall era composta dal 3º Reggimento New York di Rudolphus Ritzema, dal 19º Reggimento Continentale di Charles Webb, dal 1º Reggimento Maryland di William Smallwood e dal 1º e 2º Reggimento New York.
Le forze di Spencer attraversarono il fiume Bronx, si posizionarono dietro ad un muro di pietra e scambiarono delle raffiche con gli assiani del colonnello Johann Rall, i quali erano l'avanguardia della colonna britannica. Quando gli uomini di Clinton minacciarono il fianco americano, Spencer e i suoi si ritirarono oltre il fiume mentre gli uomini da Chatterton's Hill spararono per coprirli. Le truppe di Rall tentarono di prendere il controllo della collina ma furono respinti dai miliziani e dalle truppe di Haslet, ritirandosi poi su una collina vicina. Questa strenua difesa americana costrinse il British Army, il quale stava operando come se stesse attaccando l'intera linea americana, ad arrestarsi.
Mentre Howe e i suoi ufficiali conferivano, l'artiglieria assiana sul fianco sinistro aprì il fuoco sulle postazioni americane in cima alla collina, obbligando la milizia ad una ritirata caotica. L'arrivo di McDougall e della sua brigata aiutò a raggruppare i dispersi e ristabilire una linea difensiva, con i miliziani schierati sul fianco destro e le truppe continentali al centro e a sinistra. Howe infine emanò gli ordini; mentre le truppe attendevano, un distaccamento britannico e assiano fu inviato a prendere la collina.
L'attacco britannico prevedeva un assalto iniziale delle truppe assiane. Rall doveva caricare il fianco destro americano mentre il colonnello Carl von Donop e il suo battaglione avrebbero attaccato al centro. Una colonna britannica del generale Alexander Leslie avrebbe attaccato il fianco destro. Le truppe di von Donop comprendevano i granatieri di Linsing, Dunderstadt, Lengereck e Kochler, oltre al suo stesso reggimento di cacciatori. Il generale Leslie aveva ai suoi ordini il 5º, il 28º, il 35º e il 49º Reggimento fanteria. La carica di Rall disperse la milizia, lasciando il fianco dei reggimenti Maryland e New York esposto mentre aprivano il fuoco sulle linee britanniche, bloccandone temporaneamente l'avanzata. Il fianco esposto costrinse le truppe continentali ad arretrare. Il reggimento Delaware, ben saldo sul fianco sinistro, coprì la ritirata dei compagni, divenendo l'ultima unità ad abbandonare il colle. La battaglia fu aspramente combattuta ed entrambi gli schieramenti subirono perdite significative prima che l'Esercito continentale effettuasse il ripiegamento con ordine e disciplina.

## Le vittime

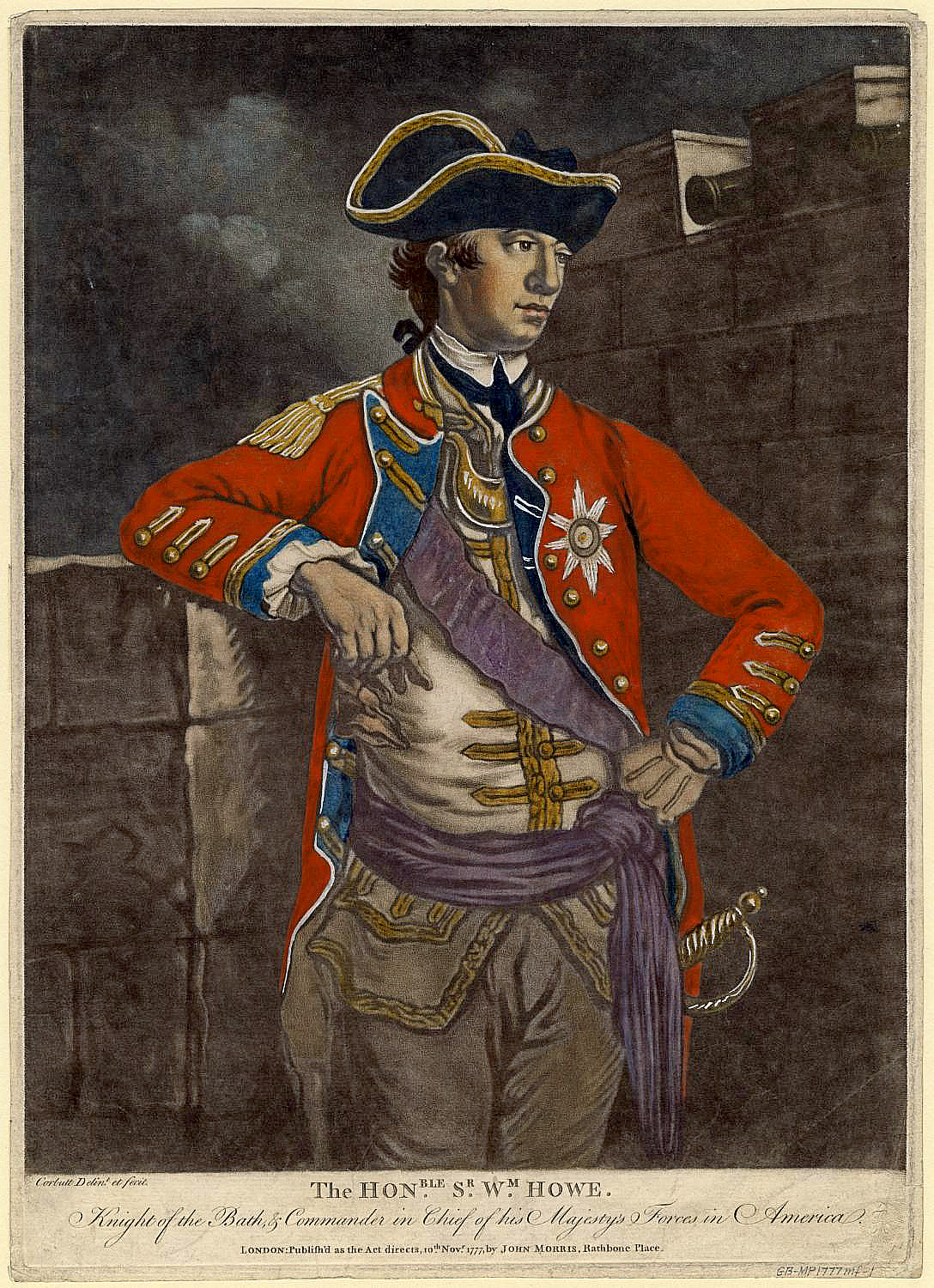
Il generale Howe, opera di Charles Corbutt, 1777 circa

Lo storico militare John Fortescue in History of the British Army afferma che le perdite dell'esercito del generale Howe furono 214 britannici e 99 assiani. Rodney Atwood precisa che il conteggio degli assiani di Fortescue include tutte le vittime tra il 19 e il 28 ottobre mentre solamente 53 assiani rimasero vittime a White Plains. Questa valutazione quindi porta ad un totale di 267 britannici e assiani morti, feriti o dispersi nella battaglia. Henry Dawson invece afferma che tra gli uomini di Howe vi furono 47 morti, 182 feriti e 4 dispersi.
Le vittime americane sono incerte. Theodore Savas e David Dameron le fanno variare tra 150 e 500 morti, feriti e fatti prigionieri. Samuel Roads riporta 47 morti e 70 feriti. Henry Dawson stima 50 morti, 150 feriti e 17 dispersi per i reggimenti di McDougall e Spencer ma non dà informazioni sulle perdite del reggimento di Haslet.

## Le conseguenze
I due eserciti rimasero fermi per due giorni, mentre Howe rinforzava la sua posizione su Chatterton's Hill e Washington organizzava il suo esercito per la ritirata sulle colline. Con l'arrivo di rinforzi assiani al comando del generale Hugh Percy il 30 ottobre, Howe pianificò di entrare in azione il giorno seguente. Tuttavia, il 31 ottobre il clima fu sfavorevole, con pesanti piogge, e, quando Howe fu finalmente pronto ad attaccare, scoprì che Washington era nuovamente riuscito a sfuggirgli.
Washington infatti aveva fatto ritirare il suo esercito sulle colline a nord nella notte del 31 ottobre, stabilendo il campo base a North Castle. Howe decise di non seguirlo subito per tentare di sconfiggerlo definitivamente. Il 5 novembre, riportò il suo esercito a sud per eliminare le ultime resistenze americane a Manhattan; l'operazione venne completata il 16 novembre con la conquista di Fort Washington.
Washington, nel frattempo, attraversò il fiume Hudson a Peekskill con la maggior parte del suo esercito, lasciando i reggimenti del New England a guardia dei magazzini di rifornimenti e i più importanti passaggi sul fiume. In seguito, i britannici lo inseguirono, attraverso il New Jersey, in Pennsylvania, e costituirono una catena di avamposti lungo il New Jersey stesso. Washington vide la possibilità di attaccare il nemico e ottenere una vittoria per risollevare il morale dei suoi soldati; egli attraversò del Delaware e prese di sorpresa le truppe di Rall il 26 dicembre nella battaglia di Trenton.